# Арангастах (остров)
Арангаста́х — небольшой остров в Анабарской губе моря Лаптевых. Административно относится к территории Якутии.
Остров расположен в 2,5 км от материка, в устье реки Уэле, образуя её западный берег. Остров имеет удлинённую форму, вытянутую с северо-запада на юго-восток. Поверхность равнинная, покрыта болотами, имеется шесть небольших озёр. Окружён отмелями.